# Levi Bellfield
Levi Bellfield (nacido Levi Rabbetts; 17 de mayo de 1968) es un asesino en serie, agresor sexual, violador, secuestrador y ladrón Británico. Fue declarado culpable el 25 de febrero de 2008 de los asesinatos de Marsha McDonnell y Amélie Delagrange y del intento de asesinato de Kate Sheedy, y condenado a cadena perpetua. El 23 de junio de 2011, Bellfield fue declarado culpable del asesinato de Milly Dowler. En ambas ocasiones, el juez impuso una orden de cadena perpetua, lo que significa que Bellfield cumplirá la condena sin posibilidad de libertad condicional. Bellfield fue el primer prisionero en la historia que recibió dos órdenes de cadena perpetua.

## Biografía
Bellfield nació como Levi Rabbetts el 17 de mayo de 1968, en el Hospital West Middlesex, Isleworth, Londres, de Jean Rabbetts, de soltera Bellfield, y Joseph Rabbetts; es de ascendencia romaní. Cuando Bellfield tenía 10 años, su padre murió de leucemia. Bellfield y sus hermanos, Joelion, Harry, Josephine y Maxine (dos hermanos y dos hermanas) se criaron en una finca municipal del suroeste de Londres. Asistió a la escuela secundaria Forge Lane, a la escuela secundaria Rectory y luego a Feltham Comprehensive.
Bellfield ha tenido once hijos con cinco mujeres diferentes, los tres más jóvenes con su novia más reciente, Emma Mills. En mayo de 2022, el Ministerio de Justicia confirmó que Bellfield estaba comprometido y había solicitado casarse mientras estaba en prisión. Le propuso matrimonio a una mujer que había empezado a escribirle dos años antes, antes de convertirse en su visitante habitual. Bellfield necesitaría el permiso del gobernador de HM Prison Frankland.

## Historia criminal
La primera condena de Bellfield fue cuando era niño por robo en 1981. Fue declarado culpable de agredir a un oficial de policía en 1990. También tiene condenas por robo e infracciones de conducción. En 2002, Bellfield tenía nueve condenas y había pasado casi un año en prisión por ellas. [18] En una entrevista con los medios de comunicación, el detective inspector jefe Colin Sutton de la Policía Metropolitana, que dirigió la investigación del asesinato, dijo de Bellfield: "Cuando empezamos a tratar con él, parecía muy bromista, como si fuera tu mejor amigo. Pero es un individuo astuto y violento. Puede pasar de ser amable a ser desagradable al instante".

Bellfield buscó víctimas en calles que conocía íntimamente. Los detectives localizaron a varias exnovias, quienes describieron un patrón de comportamiento similar cuando se involucraron con él. "Era encantador al principio, encantador, luego completamente controlador y malvado. Todos decían lo mismo", dijo el sargento detective Jo Brunt. En el momento de los ataques, Bellfield tenía un negocio de sujeción de ruedas que operaba en West Drayton y sus alrededores, donde vivía. Sutton especuló:
[Bellfield] tiene un ego enorme que alimentar, cree que es un regalo de Dios para todos. Él conduce su auto, siente un poco "lo que sea" y ve a una joven rubia. La joven rubia dice "vete" y él piensa "te atreves a rechazar a Levi Bellfield, no vales nada" y luego ella recibe un golpe en la cabeza. Se muestra en el caso de Kate Sheedy. Ella fue lo suficientemente inteligente como para pensar que no le gustaba el aspecto de su auto y cruzó la calle. Él piensa: "Crees que eres muy inteligente" y, ¡zas!, la atropella.
Bellfield fue visto conduciendo su camioneta, hablando con chicas jóvenes en las paradas de autobús, mientras estaba bajo vigilancia policial. Amélie Delagrange fue vista por cámaras de circuito cerrado de televisión que la mostraron caminando hacia Twickenham Green después de perder su parada en el autobús a casa. Es posible que se haya detenido y hablado con Bellfield entre los dos últimos avistamientos de ella. Poco después fue atacada.
Bellfield fue arrestado a primera hora de la mañana del 22 de noviembre de 2004, como sospechoso del asesinato de Amélie Delagrange. El 25 de noviembre, fue acusado de tres cargos de violación en Surrey y el oeste de Londres. El 9 de diciembre de 2004, fue acusado de agredir a una mujer en Twickenham entre 1995 y 1997 y permaneció bajo custodia. Bellfield fue arrestado nuevamente y acusado del asesinato de Delagrange el 2 de marzo de 2006, junto con el intento de asesinato de Kate Sheedy y el intento de asesinato y lesiones corporales graves a Irma Dragoshi. El 25 de mayo de 2006, Bellfield fue acusado del asesinato de Marsha McDonnell.

## Víctimas

### Milly Dowler
Amanda Jane "Milly" Dowler era una niña de 13 años que desapareció al salir de la estación de tren de Walton-on-Thames el 21 de marzo de 2002 y fue encontrada muerta en Yateley Heath Woods, Yateley, seis meses después. En agosto de 2009, la policía de Surrey presentó un expediente al Servicio de Fiscalía de la Corona (CPS) que contenía pruebas de la participación de Bellfield en el asesinato de Dowler. El 30 de marzo de 2010, Bellfield fue acusado del secuestro y asesinato de Dowler, así como del intento de secuestro de Rachel Cowles, que entonces tenía 12 años, el 20 de marzo de 2002. Bellfield no prestó pruebas en su juicio y negó cualquier participación en la muerte de Dowler. Un jurado condenó a Bellfield por el asesinato de Milly Dowler el 23 de junio de 2011.

### Marisa McDonnell
Marsha Louise McDonnell, mujer de 19 años, fue golpeada en la cabeza con un objeto contundente cerca de su casa en Hampton el 4 de febrero de 2003. La herida le fue infligida poco después de bajarse del autobús 111 de Kingston upon Thames en la parada en la calle Percy. McDonnell murió en el hospital dos días después de ser admitido. Bellfield vendió su automóvil Vauxhall Corsa por 1.500 libras esterlinas seis días después del asesinato, después de haberlo comprado por 6.000 libras esterlinas sólo cinco meses antes.

### Kate Sheedy
Kate Sheedy, que entonces tenía 18 años, fue atropellada deliberadamente cuando cruzaba la calle cerca de la entrada de un polígono industrial en Isleworth el 28 de mayo de 2004. Sobrevivió con múltiples heridas y, en consecuencia, pasó varias semanas en el hospital. Casi cuatro años después, Sheedy prestó testimonio contra Bellfield cuando fue juzgado por su intento de asesinato. Sheedy había descrito el automóvil después del ataque como un monovolumen blanco con ventanas oscurecidas y un espejo retrovisor roto; Se descubrió que Bellfield poseía un Toyota Previa que coincidía con esa descripción en el momento del ataque.

### Amélie Delagrange
Amélie Delagrange era una estudiante francesa de 22 años que estaba de visita en el Reino Unido. Fue encontrada en Twickenham Green la tarde del 19 de agosto de 2004, con graves heridas en la cabeza, y murió en el hospital esa misma noche. Al cabo de veinticuatro horas, la policía determinó que podría haber sido asesinada por la misma persona que había matado a Marsha McDonnell dieciocho meses antes. Bellfield supuestamente confesó el asesinato mientras se encontraba en prisión preventiva.

### Cargos de secuestro e intento de asesinato
Bellfield también fue acusado del secuestro y encarcelamiento falso de Anna-Maria Rennie, que entonces tenía 17 años, en Whitton el 14 de octubre de 2001, después de que ella lo identificara en un desfile de identidad en vídeo cuatro años después. También fue acusado del intento de asesinato de Irma Dragoshi que entonces tenía 39 años, en Longford el 16 de diciembre de 2003. El jurado no logró llegar a veredicto sobre ninguno de estos cargos.

## Condena y encarcelamiento
Bellfield fue declarado culpable de los asesinatos de McDonnell y Delagrange, así como del intento de asesinato de Sheedy, el 25 de febrero de 2008, más de tres años después del último de los tres ataques. Al día siguiente, fue condenado a cadena perpetua con cadena perpetua. Bellfield no estuvo en el tribunal para escuchar su sentencia, ya que se había negado a asistir al tribunal debido a la "cobertura de prensa injusta" después de su condena.
El 30 de marzo de 2010, Bellfield fue acusado del secuestro y asesinato de Dowler, casi un año antes del primero de los otros tres cargos. Fue nombrado como el principal sospechoso en relación con el asesinato inmediatamente después de su primer juicio en 2008. Como resultado, se aplazó la investigación sobre la muerte de Dowler. El 6 de octubre de 2010, compareció ante el tribunal a través de un enlace de vídeo y fue acusado formalmente de un cargo de intento de secuestro, otro de secuestro real y otro de asesinato.
El segundo juicio de Bellfield comenzó en Old Bailey el 10 de mayo de 2011, y el 23 de junio el jurado declaró culpable a Bellfield. Fue nuevamente sentenciado a cadena perpetua al día siguiente y el juez de primera instancia impuso una vez más una orden de cadena perpetua. El juicio de Bellfield por otro cargo, el de intento de secuestro de una niña de 11 años a quien un hombre en un automóvil rojo le ofreció llevarla en el área de Walton el día anterior a este asesinato, fue abandonado debido a la publicación de periódicos. material perjudicial.
El 27 de enero de 2016, la policía de Surrey anunció que Bellfield había admitido, por primera vez, haber secuestrado, violado y asesinado a Dowler después de ser entrevistado sobre si tenía un cómplice. Más tarde, Bellfield negó haber hecho tal confesión, pero la policía de Surrey mantuvo su declaración anterior.
Bellfield está encarcelado en HM Prison Frankland en el condado de Durham y nunca será liberado.

## Presuntas víctimas adicionales
Después de sus condenas en febrero de 2008, Bellfield fue nombrado por la policía como sospechoso en relación con numerosos asesinatos sin resolver y ataques a mujeres que se remontan a 1980.

### Patsy Morris
El 16 de junio de 1980, Patricia "Patsy" Joyce Morris, una colegiala de 14 años de Feltham, Londres, fue asesinada por estrangulamiento. Ella desapareció el día de su muerte después de haber sido vista saliendo de su escuela durante la pausa del almuerzo. Se creía que Morris dejó la escuela porque había olvidado su impermeable esa mañana y decidió regresar a casa para ponerse ropa seca.
Dos días después, en la tarde del 18 de junio, un adiestrador de perros policía encontró el cuerpo de Morris en Hounslow Heath. Fue descubierta boca abajo en un bosquecillo junto a un sendero en el borde de Heath, en un lugar a un cuarto de milla de su casa en Cygnet Avenue. La encontraron completamente vestida. La habían estrangulado con una ligadura. No había signos de agresión sexual.
En febrero de 2008, la policía reveló que estaba investigando una posible confesión del asesinato hecha por Bellfield. Se decía que estaba obsesionado con el asesinato cuando ocurrió y permaneció "fascinado" por el asesinato sin resolver. Se alega que Bellfield le hizo la confesión a un compañero de celda mientras estaba en prisión preventiva. Luego se reveló que Bellfield había asistido a Feltham Comprehensive con Morris y que él era su novio de la infancia. La familia de Morris dijo a la prensa que no sabían que se conocían, y su hermana declaró: "No lo conocíamos. Fue un shock cuando descubrimos que se conocían". Los amigos nos contaron sobre esto. Es horrible".
Bellfield habría tenido 12 años en el momento del asesinato de Morris, que ocurrió un año antes de que recibiera su primera condena, por robo, cuando tenía 13 años. Se sabía que había faltado repetidamente a la escuela mientras estaba en la escuela y se sabía que a menudo frecuentaba Hounslow Heath cuando debería haber estado en la escuela. También se sabía que no había asistido a la escuela el día del asesinato. Los antiguos socios de Bellfield contaron que odiaba a las mujeres rubias y las atacaba, y se notó que Morris era rubia. Algunos afirmaron que la muerte de Morris podría haber sido el comienzo de la violenta obsesión de Bellfield por las rubias.
Después de que se reveló que la policía estaba investigando a Bellfield por el asesinato de Morris, su padre, George Morris, declaró que estaba seguro de que el adolescente que lo había amenazado de muerte en una llamada en ese momento era Bellfield y dijo: "Él es un lugareño, por eso podría ser él. Y es aterrador pensar que alguien de doce o trece años podría haberlo hecho".

### Judith Gold
Después de la condena de Bellfield en 2008, la policía reveló que estaban revisando el asesinato de Judith Gold, de 51 años, en Hampstead en octubre de 1990. Descrita como una ama de casa de clase media "atractiva y vivaz", había muerto a metros de su casa después siendo golpeado varias veces en la cara por un arma no identificada. La policía creía que Bellfield podría haber sido responsable de esto junto con otros veinte ataques sin resolver contra mujeres en Londres.
Todos estos ataques, que tuvieron lugar entre 1990 y alrededor de 2004, estaban relacionados con Bellfield porque la policía investigó la frecuencia de los ataques traumáticos con objetos contundentes contra mujeres y niños utilizando objetos como martillos y descubrió que eran tan raros que sólo un ataque sin resolver en el Gran Londres en ese período no se podía descartar de manera realista que fuera obra de Bellfield.
Las circunstancias del asesinato de Gold fueron un tanto misteriosas: la policía no estaba segura de por qué se había vestido como para una reunión de negocios justo antes de salir de su casa alrededor de las 5:30 a. m. del día en que fue asesinada, el 20 de octubre de 1990. Salió de su casa encima del Midland Bank en Hampstead High Street y un repartidor de periódicos la encontró maltratada a solo unos metros de distancia en Old Brewery Mews, cuando todavía estaba completamente oscuro. El lugar donde fue encontrada estaba muy oscuro debido a problemas recientes con el alumbrado público en ese lugar. Inusualmente, ningún testigo informó haber escuchado gritos, lucha o cualquier otra cosa sospechosa, y sus compañeros de casa informaron no haberla escuchado levantarse e irse por razones inexplicables en medio de la noche. Su marido había fallecido dos años antes y ella vivía con su hija de 19 años y una amiga de la familia.
Gold trabajó como agente de seguros e hipotecas y también como financiera independiente, y también era conocida como Judith Silver. No había señales de agresión sexual y el motivo tampoco parecía ser un robo, ya que su bolso y sus joyas quedaron intactos, aunque le habían quitado la distintiva cadena que llevaba alrededor del cuello. La cadena se la había regalado su nuevo novio, a quien había conocido en Tenerife y que era quince años menor que ella.
En febrero de 1991, The Guardian informó que se creía que el asesinato estaba relacionado con una "estafa financiera internacional". Los detectives de Scotland Yard dijeron en ese momento que estaban investigando esquemas de préstamos fraudulentos en los que Gold podría haber estado involucrada, y se descubrió que estaba involucrada en un "fraude internacional de tarifas anticipadas". Gold generalmente no se levantaba temprano y su trabajo no implicaba trabajar los sábados, por lo que los investigadores teorizaron que había concertado una reunión con alguien y conocía al asesino. Su trabajo fue descrito como "sombrío" e implicaba negociar grandes préstamos a bajo interés con empresarios, algo que a su hija no le gustaba que hiciera y que, según ella, hizo que su madre estuviera visiblemente estresada en los días previos a su muerte.
El detective principal del caso dijo en 1994: "Estamos seguros de que se metió demasiado en el asunto y eso fue lo que la llevó a la muerte". Por razones desconocidas, se descubrió que Gold había escrito el número de la comisaría local en el reverso de su chequera. El día antes de su asesinato, Gold había salido misteriosamente de la casa y su hija notó que su auto había sido dado marcha atrás en su espacio de estacionamiento cuando regresó, algo que nunca hizo, lo que plantea la posibilidad de que hubiera ido a encontrarse con alguien en ese momento y ellos había conducido su coche de regreso a casa. En febrero de 2022, se informó que Bellfield supuestamente había "confesado" el asesinato de Gold.

### Asesinatos de Russell
En cuanto a los asesinatos de Lin Russell, de 45 años, y su hija Megan Russell, de 6, el 9 de julio de 1996, la BBC Cymru Wales informó que Bellfield supuestamente había confesado los asesinatos a un compañero de prisión, dando detalles que "sólo serían conocido por el asesino". Bellfield negó la confesión. Un programa de BBC Two de 2017, The Chillenden Murders, en el que un equipo de expertos independientes reexaminó la evidencia, apoyó la idea de que Bellfield debería ser investigado por los asesinatos. El equipo legal de Michael Stone, condenado por los crímenes, sostiene que Bellfield es el verdadero autor del ataque.

En diciembre de 2017, The Sunday Times informó que la exesposa de Bellfield, Johanna Collings, había dicho a los investigadores del caso Delagrange que él estaba con ella el día de su vigésimo quinto cumpleaños, la época de los asesinatos de Russell, y que había pasado todo el día en Twickenham y Windsor, a 100 millas del lugar de los asesinatos ocurridos alrededor de las 16.30 horas. Se trataba de una coartada que los detectives encontraron creíble. Collings había ayudado a los detectives a condenar a Bellfield por sus asesinatos anteriores, como el asesinato de Milly Dowler, dando pruebas de que conocía bien la zona rural donde quedó su cuerpo. Sin embargo, con respecto a los asesinatos de Russell, aclaró en un documental de la BBC en 2017:
Mi hija nació en el 96 y ese fue el día de mi cumpleaños. Él [Bellfield] nunca se fue de mi lado, en todo el día y en toda la noche, así que no hay absolutamente ninguna manera de que pudiera haber llegado desde Twickenham, donde yo vivía, o Windsor, donde guardaba mis caballos, hasta Kent, y haber hecho lo que dicen que hizo. y regresó sin que yo supiera que estaba allí. Puedo entregar mi corazón, odio decirlo, pero puedo decir entregar mi corazón, él no lo hizo.
En febrero de 2022, el abogado de Stone, Paul Bacon, afirmó que Bellfield había confesado los asesinatos de Lin y Megan Russell en una declaración de cuatro páginas con detalles que, según él, solo el asesino conocería. Sin embargo, además de que su exesposa dijo anteriormente que no era posible que él hubiera estado en Kent ese día, un miembro del equipo legal de Stone también admitió más tarde que no había nada en la declaración de Bellfield. que aún no era de dominio público, lo que sugiere que podría haberlo fabricado utilizando evidencia conocida. El detective responsable de investigar los crímenes conocidos de Bellfield, Colin Sutton, también declaró a la prensa: "Conociendo a Bellfield como yo, podría tratarse de él jugando juegos mentales". La Policía Metropolitana investigó previamente las acusaciones de que Bellfield estuvo involucrado en los asesinatos de Russell y no encontró evidencia que respalde las acusaciones. En 2023, el abogado de Bellfield afirmó que Bellfield había admitido los asesinatos durante una conversación con un psicólogo de la prisión. El abogado de Stone declaró que una confesión firmada por Bellfield había sido entregada a la CCRC. En julio de 2023, la CCRC anunció que el caso no sería remitido al Tribunal de Apelaciones. Sin embargo, esta decisión fue revocada tres meses después y la CCRC comenzó una revisión de la condena de Stone basada en la nueva evidencia.

### Elizabeth Chau y Lola Shenkoya
En octubre de 2022, la policía tuvo conocimiento de que Bellfield había confesado el secuestro, la violación y el asesinato de Elizabeth Chau, de 19 años, desaparecida en 1999, y los intentos de asesinato de otras cinco mujeres. Chau desapareció en el oeste de Londres el 16 de abril de 1999, cuando salió de su casa en West Ealing al mediodía para asistir a la Universidad Thames Valley. Un amigo la vio por última vez en Ealing Broadway a las 5:50 p. m. de ese día. La confesión no se hizo pública hasta abril de 2023, y Bellfield no fue entrevistado sobre el asesinato hasta el mes siguiente, cuando admitió en una entrevista grabada que había secuestrado y matado a Chau y señaló la ubicación del cuerpo en un mapa. La familia de Chau acusó a la Policía Metropolitana de no tomar el caso en serio debido a su raza. Las autoridades están tomando las afirmaciones de Bellfield “muy en serio”. Lola Shenkoya, de 27 años, también desapareció varios meses después exactamente en el mismo lugar que Chau en Ealing Broadway el 3 de enero de 2000. Shenkoya fue vista por última vez bajándose de un autobús en Haven Green, afuera de un Burger King cerca de la estación de metro Ealing Broadway a primera hora de la tarde. No se la volvió a ver y, aunque se cree que el caso de Shenkoya estuvo relacionado con la desaparición de Chau, Bellfield no ha sido identificada públicamente como sospechosa de su presunto asesinato.

### Sara Spurrell
En enero de 2004, Sarah Spurrell, de 23 años, fue golpeada tres veces con un martillo en una calle oscura de la ciudad de Hastings, en East Sussex. Spurrell sobrevivió al ataque gracias a la intervención de un transeúnte y luego informó a la policía, pero supuestamente le dijeron que carecían de recursos para investigar la agresión. Spurrell dijo más tarde que sentía que la policía consideraba su caso una "broma total". En marzo de 2023, Bellfield, quien fue nombrado sospechoso en el caso en 2008, supuestamente confesó el ataque a Spurrell y varios otros intentos de asesinato y agresiones. Spurrell no se enteró de la confesión de Bellfield hasta que fue informada por periodistas que trabajaban para ITV News, por lo que criticó a la policía.

### Nuevos desarrollos
A principios de 2015 se informó a la policía que Bellfield, en su celda de la prisión HM Wakefield, había admitido casos de violación y asesinato sin resolver. La Policía Metropolitana coordinó las investigaciones posteriores de diez fuerzas policiales. El 9 de noviembre de 2016, emitieron un comunicado que decía: "Se han agotado todas las líneas de investigación y se ha tomado la decisión de cerrar esta investigación ya que no hay pruebas que vinculen al individuo con ningún caso por el que no haya sido procesado convicto". Más tarde la policía reveló que Bellfield pudo haber mentido sobre otros asesinatos para poder infligir dolor a las familias de las víctimas.

## Medios de comunicación
La investigación que condujo al arresto de Bellfield fue dramatizada por ITV en una serie de televisión de tres partes que se estrenó a principios de 2019; Manhunt fue una adaptación de las memorias de Colin Sutton, con el actor Martin Clunes interpretando a Sutton. El tercer episodio de la serie de ocho capítulos Making a Monster, encargada por el canal Crime & Investigation, se centra en el carácter y las motivaciones de Bellfield.
The Real Manhunter se emitió en Sky Crime en 2021 y el segundo episodio explora la investigación de Levi Bellfield. Colin Sutton y su equipo original de detectives de la Policía Metropolitana describieron todo desde el momento en que se identificó a Bellfield hasta su arresto, juicio y condena.

## Otras lecturas
- Wansell, Geoffrey (2011). The Bus Stop Killer: Milly Dowler, Her Murder and the Full Story of the Sadistic Serial Killer Levi Bellfield. Londres: Penguin. ISBN 9780241952818.

- Datos: Q6535367